# Belváros (Salgótarján)
Salgótarján belvárosa a város legbelső, központi területe.

## Története
A Tarján törzs is ezen a területen telepedett le. Ettől fogva ezen terület számít Salgótarján központjának. A nagy megújulást az 1960-as és 1980-as évek hozták amikor kialakult a mai belváros képe.

## Főbb látnivalók
- Főtér
- Nógrádi Történeti Múzeum
- József Attila Művelődési és Konferencia Központ
- Balassi Bálint Megyei Könyvtár
- Kálvária
- Városháza

## Képgaléria

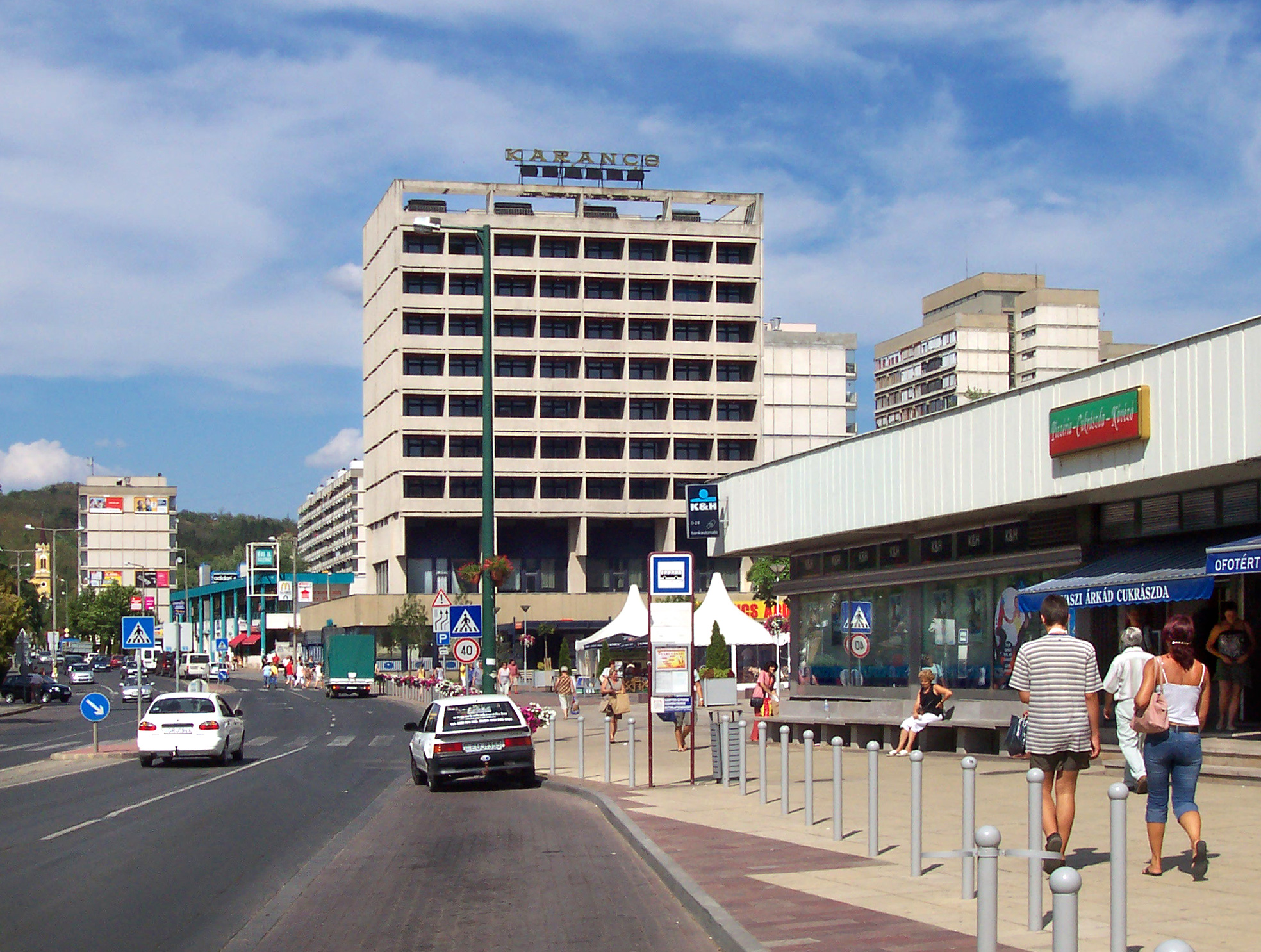
A belváros
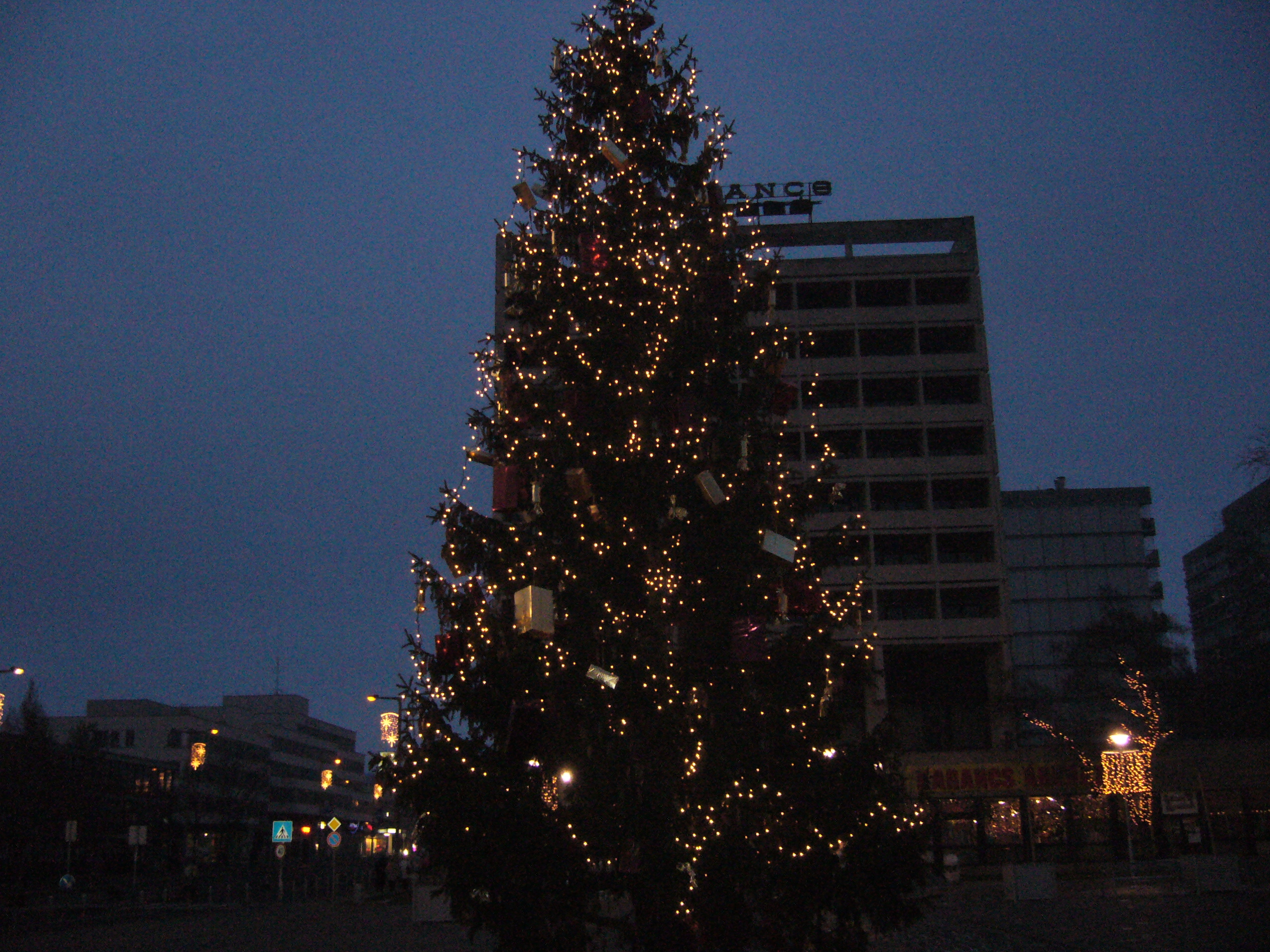
Tél a Fő téren 2006-ban szilveszterkor
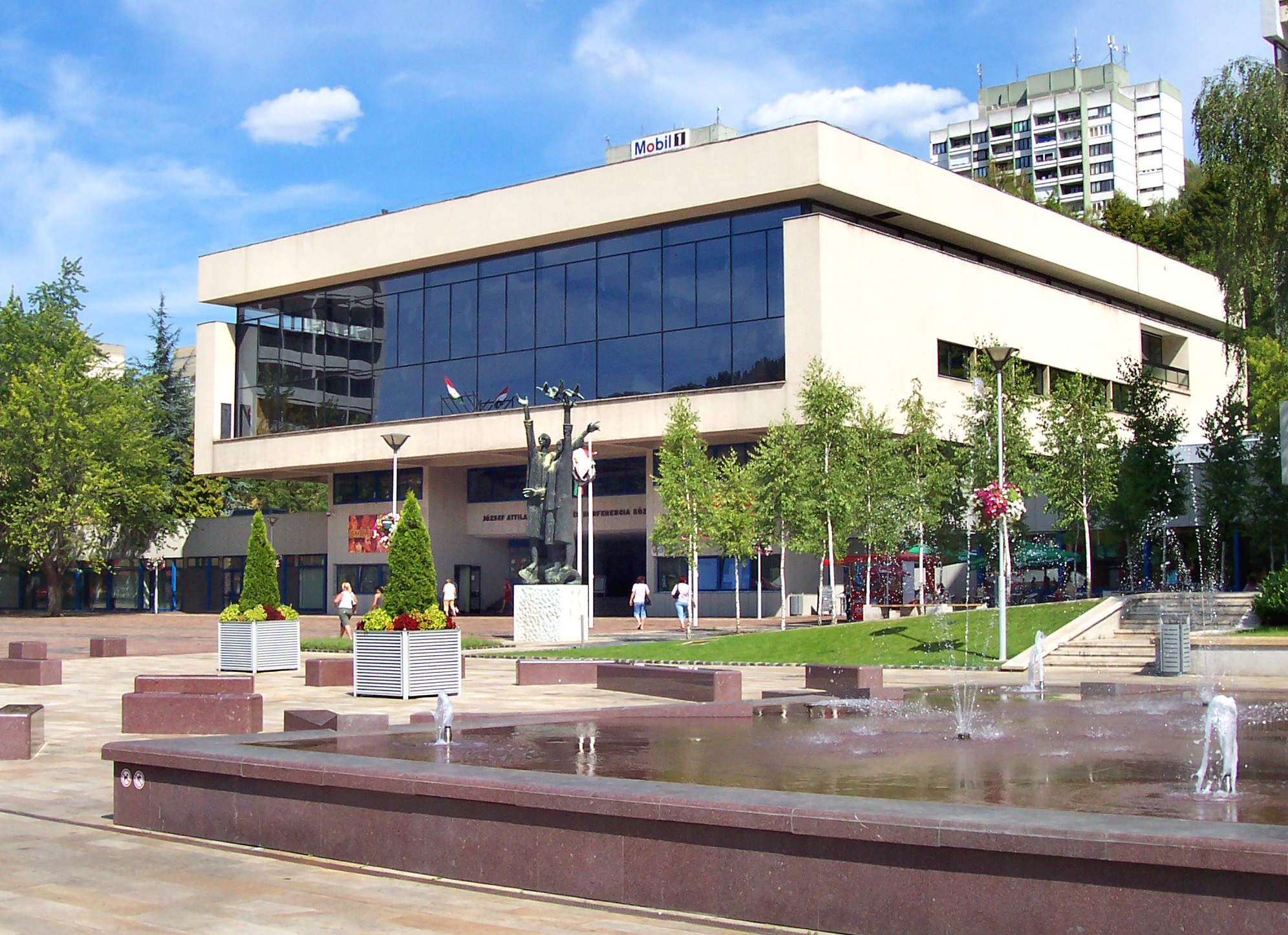
József Attila Művelődési és Konferencia Központ